# Oribatodes crenulatus
Oribatodes crenulatus är en kvalsterart som beskrevs av Csiszár 1962. Oribatodes crenulatus ingår i släktet Oribatodes och familjen Cepheidae. Inga underarter finns listade i Catalogue of Life.